# Koyhagen
Koyhagen ist eine Wüstung im Landkreis Göttingen. Sie liegt rund 2 km westlich von Herzberg am Harz.
Koyhagen wurde erstmals im Jahre 1337 urkundlich erwähnt, war zu diesem Zeitpunkt aber vermutlich bereits aufgegeben. Außer einigen Tonscherben im Ackerboden erinnert heute nichts mehr daran, dass an dieser Stelle einmal ein Dorf war.
Der Ortsname setzt sich zusammen aus dem Bestimmungswort Koy, was „Kuh“ bedeutet, und dem Grundwort Hagen (siehe Hag), womit ein durch eine Hecke eingehegtes Gebiet gemeint ist.